# FC Juniors OÖ
FC Juniors OÖ é um clube de futebol austríaco, com sede em Pasching, antigo FC Pasching, atualmente disputa a segunda divisão austríaca. A equipe é a sucessora do  ASKÖ Pasching. Na temporada 2013/14, o FC Juniors OÖ disputou a Liga Europa na Bundesliga 2 Austríaca. O clube caiu logo no play-off contra o Estoril, e na 2º divisão, ficou em 2º, sendo que só o campeão subia pra Bundesliga.

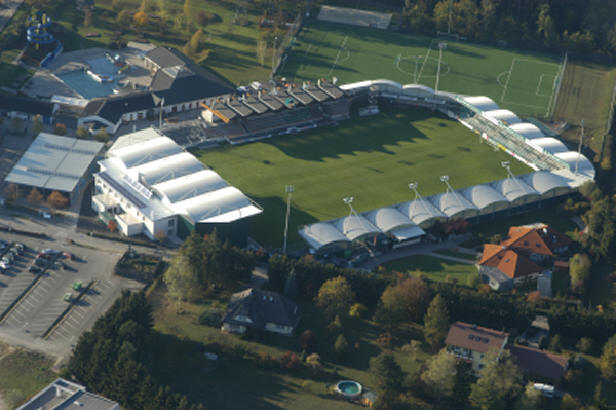
Waldstadion em 2005

## Elenco Atual
Nota: Bandeiras indicam equipe nacional, conforme definido pelas regras de elegibilidade da FIFA. Os jogadores podem ter mais de uma nacionalidade não-FIFA.
| N.º |         | Posição | Jogador                                    |
| --- | ------- | ------- | ------------------------------------------ |
| 1   | Áustria | G       | Michael Höfler                             |
| 2   | Áustria | M       | Davor Rafajac                              |
| 3   | Áustria | D       | Peter Riedl                                |
| 4   | Áustria | D       | Manuel Deixler                             |
| 5   | Áustria | D       | Mark Prettenthaler                         |
| 6   | Áustria | M       | Daniel Kerschbaumer                        |
| 7   | Áustria | A       | Pascal Pfennich                            |
| 8   | Áustria | M       | Ali Hamdemir                               |
| 9   | Áustria | A       | Lukas Mössner                              |
| 10  | Áustria | A       | Lukas Katnik (emprestado Red Bull Juniors) |
| 11  | Espanha | A       | Nacho Casanova                             |
| 12  | Áustria | D       | Marko Dušak                                |
| 13  | Áustria | M       | Marco Perchtold                            |

| N.º |         | Posição | Jogador               |
| --- | ------- | ------- | --------------------- |
| 14  | Áustria | M       | Matthias Felber       |
| 15  | Áustria | D       | Martin Grasegger      |
| 16  | Áustria | D       | Thomas Krammer        |
| 17  | Áustria | M       | Daniel Sobkova        |
| 18  | Áustria | M       | Markus Blutsch        |
| 19  | Áustria | D       | Stefan Petrovic       |
| 20  | Croácia | M       | Ivan Kovačec          |
| 21  | Croácia | D       | Davorin Kablar        |
| 22  | Áustria | M       | Philipp Schobesberger |
| 23  | Áustria | G       | Hans-Peter Berger     |
| 24  | Áustria | M       | Thomas Mayer          |
| 25  | Áustria | G       | Armin Gremsl          |